# 1893 en musique classique
| \| • Retour à la chronologie générale de la musique classique • \| |
| Grèce • Rome • Haut Moyen Âge • VIIIe siècle • IXe siècle • Xe siècle • XIe siècle XIIe siècle • XIIIe siècle • XIVe siècle • XVe siècle • XVIe siècle • XVIIe siècle XVIIIe siècle • XIXe siècle • XXe siècle • XXIe siècle |
| • Retour à la chronologie générale de la musique classique • |

| Années en musique classique : 1890 - 1891 - 1892 - 1893 - 1894 - 1895 - 1896    |
| Décennies en musique classique : 1860 - 1870 - 1880 - 1890 - 1900 - 1910 - 1920 |

## Événements

### Créations
- 7 janvier : la Bourrée fantasque,  pièce pour piano écrite par Emmanuel Chabrier en 1891, créée à Paris par Mme Henry Jossic.
- 18 janvier : Messe en ré majeur, messe pour chœur, solistes et orchestre d'Ethel Smyth, créée au Royal Albert Hall de Londres.
- 1er février : Manon Lescaut, opéra de Giacomo Puccini, créé au Teatro Regio de Turin.
- 9 février : Falstaff, opéra de Giuseppe Verdi, créé à la Scala de Milan.
- 16 février : En Saga opus 9, poème symphonique de Jean Sibelius, créé à Helsinki sous la direction du compositeur (voir 1902).

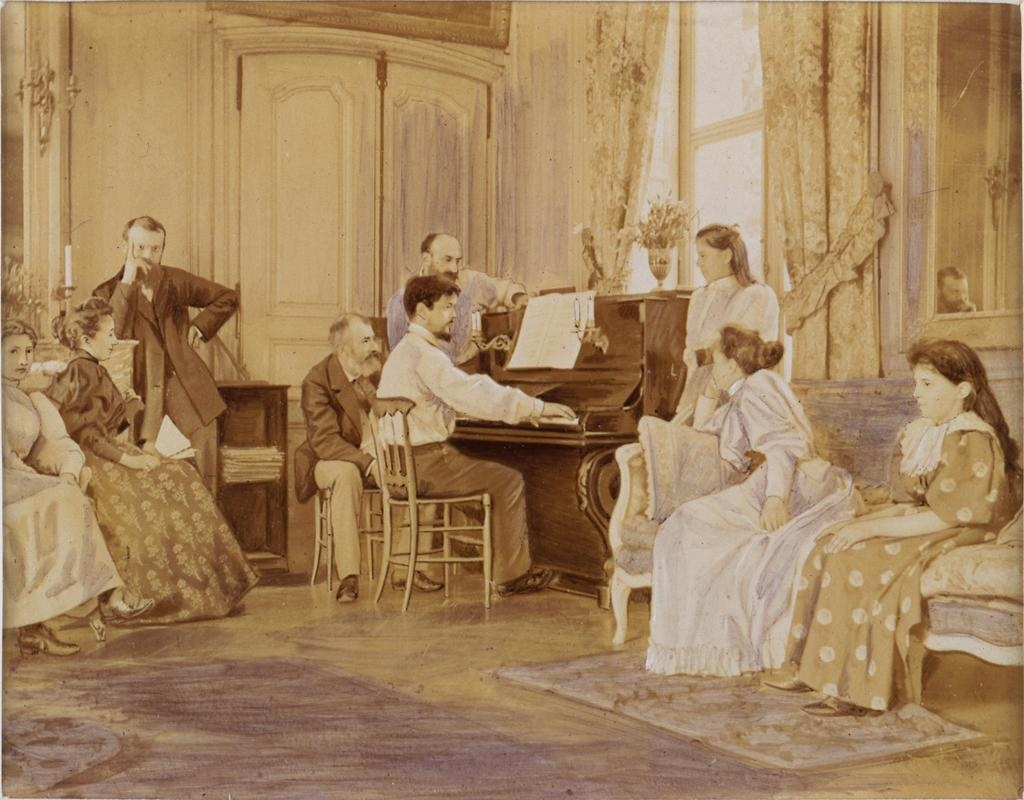
Claude Debussy au piano l'été 1893 dans la maison d'Ernest Chausson à Luzancy.

- 21 février : le Poème de l'amour et de la mer (version avec piano) d'Ernest Chausson, créé à Bruxelles par le ténor Désiré Demest, le compositeur étant au piano.
- 27 mars : La Vivandière, opéra de Benjamin Godard, à La Monnaie.
- mars : Symphonie no 1 d'Albéric Magnard, créée à Angers.

- 8 avril : 
  - le Poème de l'amour et de la mer (version avec orchestre) d'Ernest Chausson, créé à Paris par l'orchestre de la Société nationale de musique sous la direction de Gabriel Marie, avec en soliste Éléonore Blanc, soprano ;
  - La Damoiselle élue de Claude Debussy, créée à Paris, à la société nationale de musique, par Julia et Thérèse Robert, sous la direction de Gabriel Marie.
- 9 avril : Création à Prague de la Symphonie no 2 de Zdeněk Fibich par l'Orchestre du Théâtre national de Prague dirigé par le compositeur.
- 20 mai : Cornill Schut, opéra d'Antonio Smareglia, créé à Prague, dans une traduction en tchèque.
- 24 mai : Phryné, opéra-comique de Camille Saint-Saëns, créé à Paris.
- 28 octobre : La Symphonie no 6 en si mineur opus 74 « Pathétique » de Piotr Ilitch Tchaïkovski, créée à Saint-Pétersbourg sous la direction du compositeur.
- 23 novembre : L'Attaque du moulin, opéra d'Alfred Bruneau, créé à Paris à l'Opéra-Comique sous la direction de Jules Danbé.
- 16 décembre : La Symphonie no 9 d'Antonín Dvořák, créée par l'Orchestre philharmonique de New York.
- 29 décembre : Le quatuor à cordes de Claude Debussy, créé à Paris.

Date indéterminée
- Zdeněk Fibich, Poème symphonique Le Soir.
- Publication du 6e recueil des Pièces lyriques d'Edvard Grieg.

### Autres
- Fondation par Franz Kaim de l'Orchestre Kaim, ancêtre de l'Orchestre philharmonique de Munich.
- Fondation de l'Orchestre symphonique de Cincinnati.
- Fondation du Royal Manchester College of Music (transformé en Royal Northern College of Music en 1973).
- Fondation du quatuor à cordes Quatuor Capet.

## Naissances

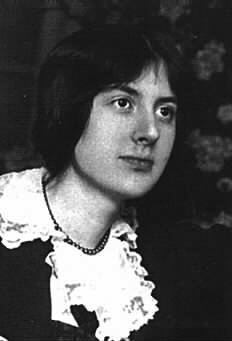
Lili Boulanger

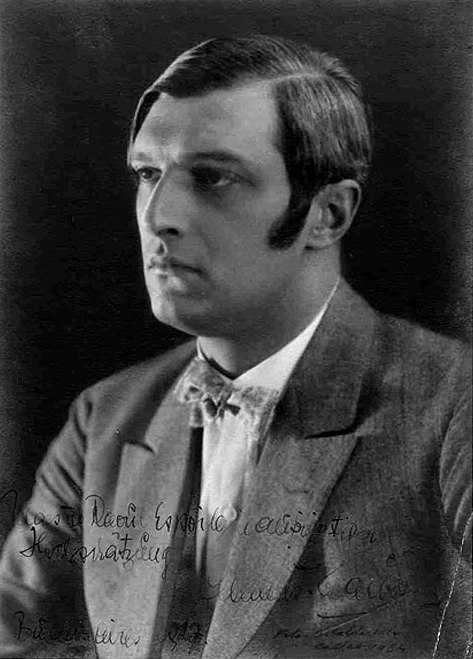
Clemens Krauss

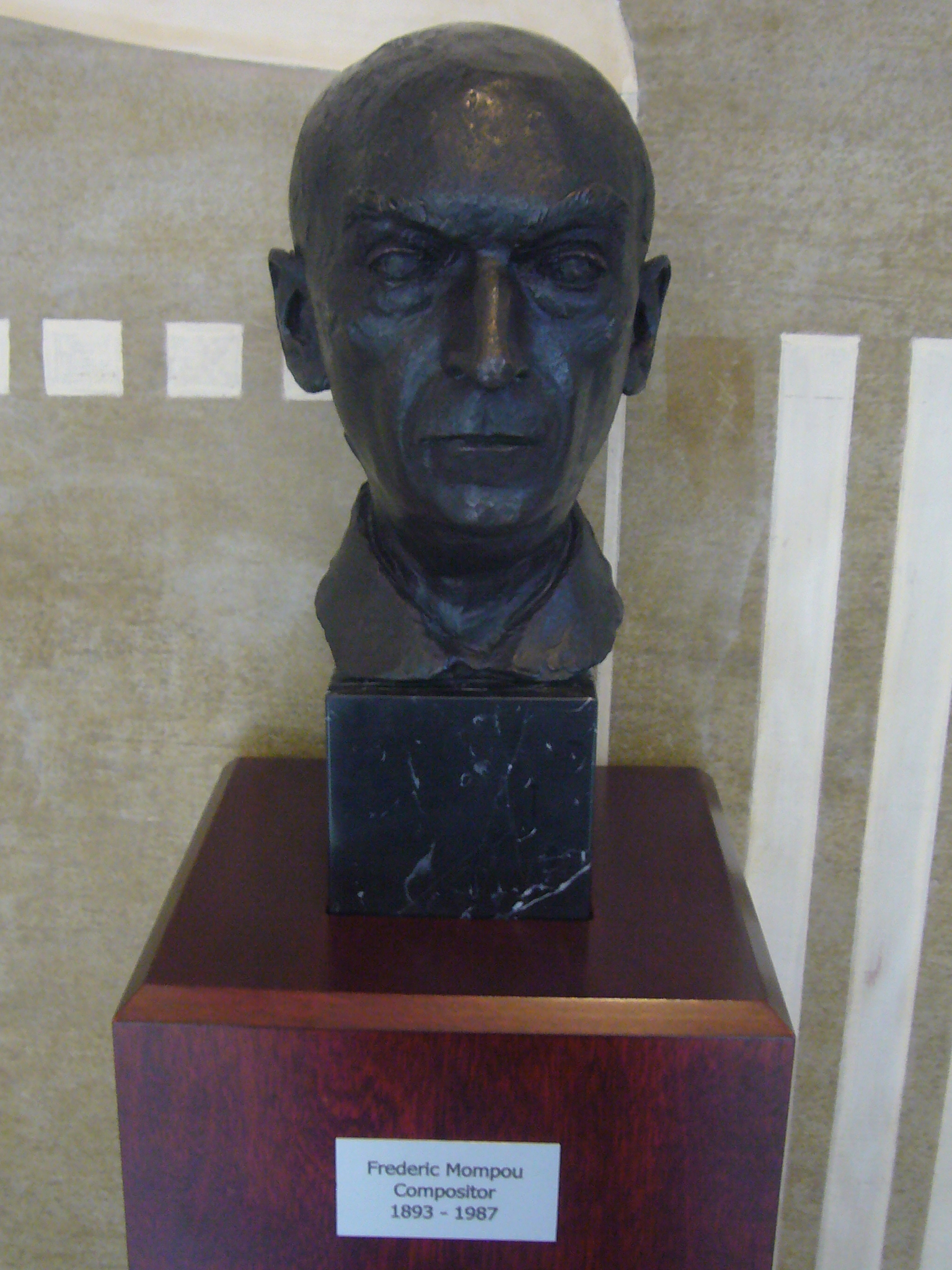
Federico Mompou

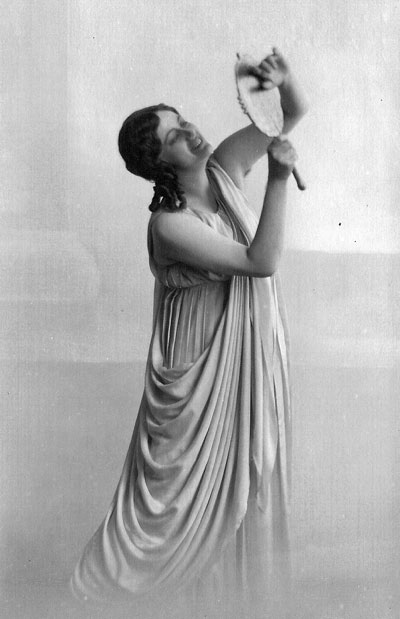
Göta Ljungberg

- 1er janvier : Pierre Chagnon, compositeur français († 9 mars 1957).
- 4 janvier : Manuel Palau, compositeur espagnol († 18 février 1967).
- 11 janvier : Tancredi Pasero, basse italienne († 17 février 1983).
- 19 janvier : Magda Tagliaferro, pianiste française († 9 septembre 1986).
- 4 février : Bernard Rogers, compositeur américain († 24 mai 1968).
- 5 février : Jane Evrard, musicienne française († 4 novembre 1984).
- 7 février : Nicanor Abelardo, compositeur philippin († 21 mars 1934).
- 21 février :
  - Hanna Honthy, chanteuse d'opéra et actrice hongroise († 30 décembre 1978).
  - Andrés Segovia, guitariste espagnol († 2 juin 1987).
- 6 mars : Daniël Belinfante, compositeur néerlandais († 27 janvier 1945).
- 9 mars : Hans Münch, chef d'orchestre, compositeur, violoncelliste, pianiste, organiste, et professeur de musique suisse († 7 septembre 1983).
- 23 mars : Franz von Vecsey, violoniste et compositeur hongrois († 5 avril 1935).
- 31 mars : Clemens Krauss, chef d'orchestre autrichien († 16 mai 1954).
- 2 avril : Sergueï Protopopov, compositeur russe († 14 décembre 1954).
- 16 avril : Federico Mompou, compositeur espagnol († 30 juin 1987).
- 21 avril : Pierre Jamet, harpiste français († 17 juin 1991).
- 16 mai : 
  - Paul van Kempen, chef d'orchestre néerlandais († 8 décembre 1955).
  - Paul Pisk, compositeur autrichien puis américain († 12 janvier 1990).
- 20 mai : Hans Hermann Nissen, baryton-basse allemand († 28 mars 1980).
- 23 mai : Jean Absil, compositeur belge († 2 février 1974).
- 26 mai : Eugène Goossens, chef d'orchestre et compositeur anglais d'origine française († 13 juin 1962).
- 30 mai : Jelly d'Arányi, violoniste hongroise naturalisée anglaise († 30 mars 1966).
- 3 juin : 
  - François Demierre, compositeur et organiste vaudois († 30 juillet 1976).
  - Alamiro Giampieri, clarinettiste, compositeur et chef d'orchestre italien († 8 octobre 1963).
- 10 juin : Franz André, violoniste et chef d’orchestre belge († 20 janvier 1975).
- 21 juin : Alois Hába, compositeur tchèque († 18 novembre 1973).
- 26 juin : Germaine Arbeau-Bonnefoy, professeur de piano, fondatrice-animatrice des concerts Musigrains († 7 janvier 1986).
- 27 juin : Toti Dal Monte, soprano italienne († 25 janvier 1975).
- 29 juin : Aarre Merikanto, compositeur et pédagogue finlandais († 29 septembre 1958).
- 30 juin : Marianne Zoff, chanteuse d'opéra et actrice autrichienne († 22 novembre 1984).
- 17 juillet : Marta Canales, violoniste, chef de chœur et compositrice chilienne († 6 décembre 1986).
- 23 juillet : Johannes Müller, compositeur, ténor d'opéra et acteur allemand († 31 août 1969).
- 28 juillet : Rued Langgaard, compositeur, organiste, chef d'orchestre danois († 10 juillet 1952).
- 15 août : Alexandre Gaouk, compositeur et chef d'orchestre russe († 30 mars 1963).
- 21 août : Lili Boulanger, compositrice française († 15 mars 1918).
- 31 août : Lily Laskine, harpiste française († 1988).
- 3 septembre : Anthony Collins, compositeur et chef d'orchestre anglais († 11 décembre 1963).
- 18 septembre : Arthur Benjamin, pianiste et compositeur australien († 10 avril 1960).
- 4 octobre : Göta Ljungberg, chanteuse d'opéra suédoise († 28 juin 1955).
- 10 octobre : Willi Apel, musicologue américain († 14 mars 1988).
- 15 octobre : Teresa de Rogatis, compositrice, guitariste, pianiste et professeure de musique italienne († 8 janvier 1979).
- 17 octobre : Jean Binet, compositeur et musicien vaudois († 24 février 1960).
- 19 novembre : René Voisin, trompettiste français († 16 janvier 1952).
- 2 décembre : Robert Talbot, violoniste, compositeur et chef d’orchestre canadien († 24 août 1954).
- 9 décembre : Paul Benoit, moine bénédictin, organiste et compositeur luxembourgeois († 10 avril 1979).
- 16 décembre : Vladimir Golschmann, chef d'orchestre français († 1er mars 1972).
- 18 décembre : Josef Rufer, musicologue autrichien († 7 novembre 1985).

Date indéterminée
- Eugène Chartier, violoniste, altiste, chef d'orchestre et professeur de musique québécois († 1er novembre 1963).
- Dorothy Gow, compositrice anglaise († 1er novembre 1982).

## Décès

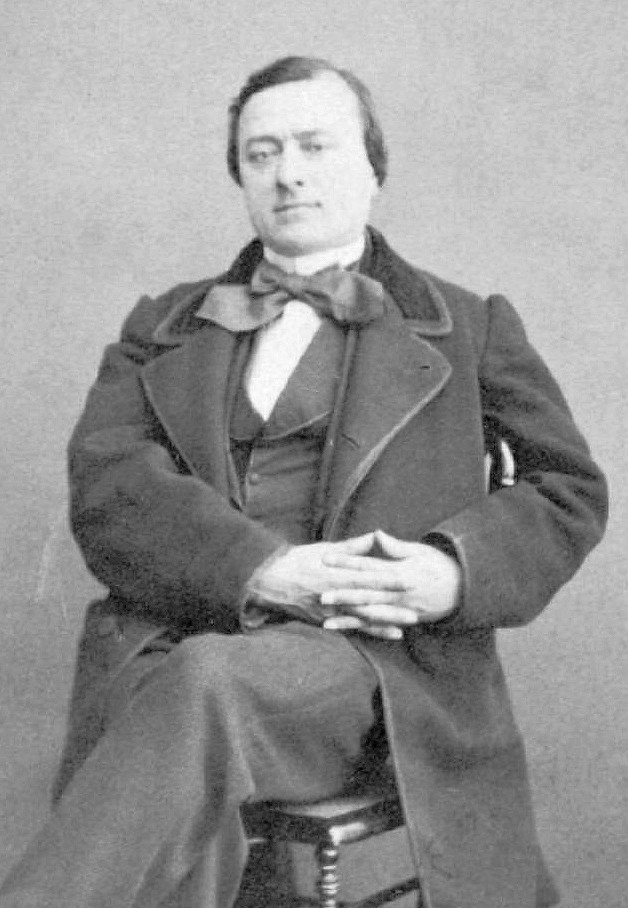
Xavier Boisselot

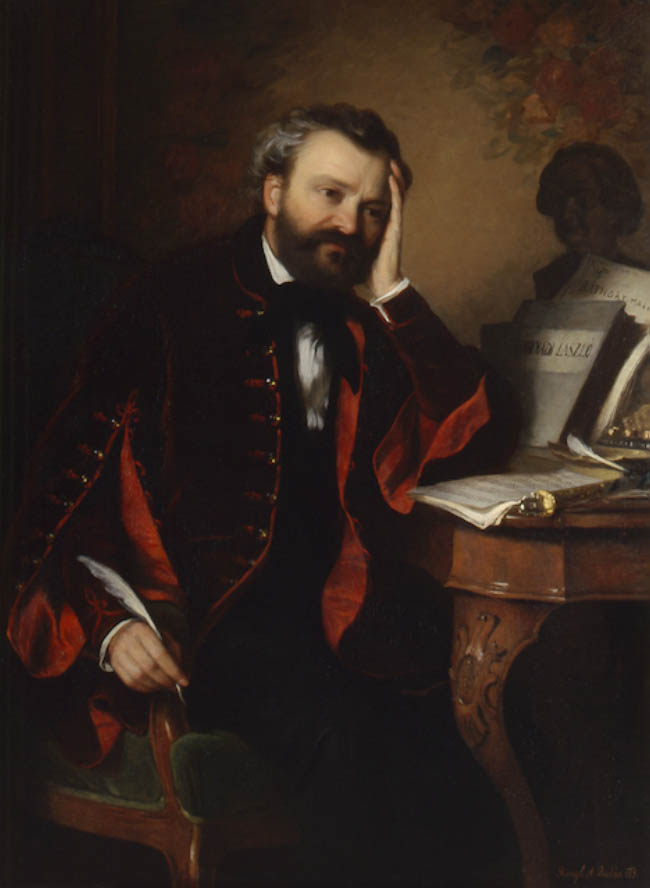
Ferenc Erkel

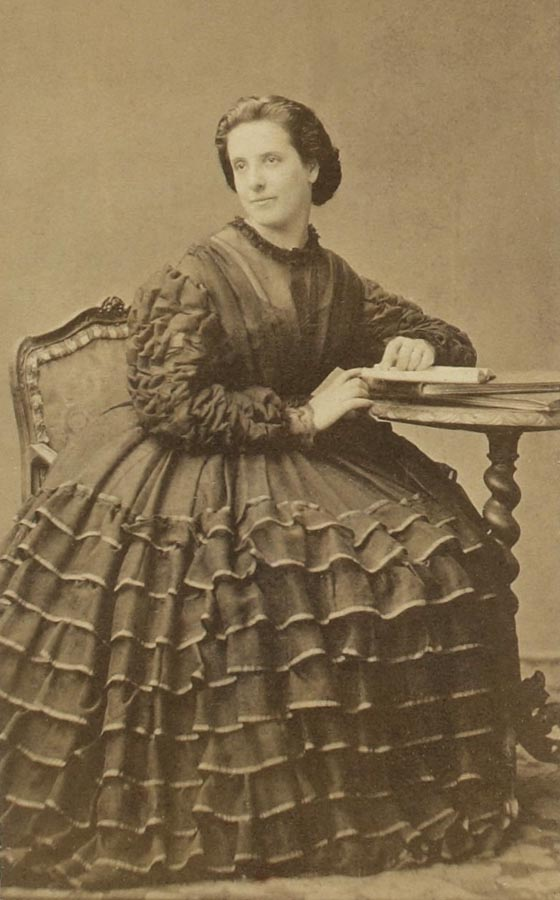
Caroline Barbot

- 16 janvier : Victor Frédéric Verrimst, contrebassiste et compositeur français (° 29 novembre 1825).
- 22 janvier : Vinzenz Lachner, compositeur et chef d'orchestre allemand (° 19 juillet 1811).
- 4 février : Bettina Walker, pianiste et compositrice irlandaise (° 1837).
- 8 février : Charles Magner, organiste et compositeur français (° 27 septembre 1838).
- 23 février : Hélène Gonthier, pianiste, compositrice et professeure de musique française (° 3 septembre 1865).
- 27 février : Victor Robillard, compositeur et chef d'orchestre français (° 1er août 1827).
- 6 mars : Charles Lebouc, violoncelliste français (° 22 décembre 1822).
- 9 mars : Disma Fumagalli, compositeur et professeur de musique italien (° 8 septembre 1826).
- 8 avril : Xavier Boisselot, compositeur et facteur de pianos français (° 2 décembre 1811).
- 14 avril : Heinrich Hübler, musicien corniste allemand (° 4 décembre 1822).
- 17 avril : Alceste Cœuriot, cantatrice française, mezzo-soprano (° 4 octobre 1823).
- 25 mai : Johann Rufinatscha, compositeur autrichien (° 1er octobre 1812).
- 28 mai : Felipe de Jesús Villanueva Gutiérrez, compositeur, violoniste et pianiste mexicain (° 5 février 1862).
- 13 juin : Jean-Vital Jammes dit Ismaël, baryton français (° 28 avril 1825).
- 15 juin : Ferenc Erkel, compositeur hongrois (° 10 novembre 1810).
- 5 juillet :
  - Gabriel Balart, compositeur, chef d'orchestre et pédagogue espagnol d'origine catalane (° 8 juin 1824).
  - Antonio Superchi, chanteur d'opéra baryton italien (° 11 janvier 1816).
- 12 juillet : 
  - Antonio Ghislanzoni, écrivain, poète et librettiste italien (° 25 novembre 1824).
  - Félix Battanchon, violoncelliste, compositeur et professeur de musique français (° 9 avril 1814).
- 18 juillet : Johannes Barend Litzau, organiste et compositeur néerlandais (° 9 septembre 1822).
- 7 août : Alfredo Catalani, compositeur italien (° 19 juin 1854).
- 17 septembre : Caroline Barbot, soprano française (° 27 avril 1830).
- 25 septembre : Adolphe Sellenick, compositeur et chef d'orchestre français, (° 3 septembre 1826).
- 9 octobre : Alfred Quidant, pianiste et compositeur français (° 7 décembre 1815).
- 16 octobre : Carlo Pedrotti, compositeur italien (° 1817).
- 17 octobre : Charles Gounod, compositeur français (° 17 juin 1818).
- 24 octobre : Josef Hellmesberger I, violoniste, chef d'orchestre et compositeur autrichien (° 3 novembre 1828).
- 6 novembre : Piotr Ilitch Tchaïkovski, compositeur russe (° 7 mai 1840).
- 8 novembre : Ernest Cahen, compositeur, pianiste et organiste français (° 18 août 1828).
- 20 novembre : Julia Woolf, compositrice et pianiste anglaise (° 1831).
- 1er décembre : Eduard Franck, compositeur et pianiste allemand (° 5 octobre 1817).
- 23 décembre : Benedict Randhartinger, compositeur et chanteur autrichien (° 27 juillet 1802).